# Караваевский переулок
Карава́евский переулок — переулок в историческом районе Рыбацкое Невского административного района Санкт-Петербурга. Проходит от Караваевской до Тепловозной улицы параллельно переулку Слепушкина.

## История
Переулок получил название 30 октября 2001 года. До этого с 1912 года до 23 февраля 1987 года назывался Караваевской улицей.

## Пересечения
С севера на юг Караваевский переулок пересекают следующие улицы:
- Караваевская улица — Караваевский переулок примыкает к ней;
- Тепловозная улица — Караваевский переулок примыкает к ней.

## Транспорт
Ближайшая к Караваевскому переулку станция метро — «Рыбацкое» 3-й (Невско-Василеостровской) линии (около 750 м по прямой от конца переулка).
Движение наземного общественного транспорта по переулку отсутствует.
Ближайшая к Караваевскому переулку железнодорожная станция — Рыбацкое (около 600 м по прямой от конца переулка).